# Variante Boa Vista-Guaianã
A Variante Boa Vista-Guaianã é uma ligação ferroviária existente entre a estação de Boa Vista, em Campinas, e Guaianã, em Mairinque, de via dupla e bitola mista (1,00 m e 1,60 m), com extensão aproximada de 104 km.

## Histórico
Em 1972, o Primeiro Plano Nacional de Desenvolvimento lançou o Programa de Corredores de Exportação. Tais corredores eram definidos como um sistema integrado de transporte e armazenamento para escoamento de produtos de alta concentração e grandes volumes, de forma a agilizar seu escoamento para exportação ou mesmo consumo interno. Eles incluíam obras em sistemas de armazenamento, transportes e estrutura portuária, de forma a poder atender a um novo patamar de demanda.
No caso do Estado de São Paulo foi contemplado o porto de Santos. E um dos projetos selecionados foi uma radical remodelação da linha entre Uberaba e Santos da FEPASA, com 710 km de extensão, chamado Corredor de Exportação Araguari-Santos, facilitando o escoamento da soja do Centro-Oeste, bem como outras culturas tais como café, açúcar e farelos, por exemplo. Esse trecho fazia parte da linha Santos-Mairinque-Campinas-Ribeirão Preto-Araguari, que na década de 1970 gerava cerca de 60% das 70 mil toneladas úteis diárias movimentadas pela FEPASA.
Diversos trechos de ferrovias centenárias foram modificados e retificados. Uma das obras já feitas dentro do âmbito desse projeto global foi a retificação entre Guedes-Boa Vista-Helvétia. A variante entre a estação de Guedes, em Jaguariúna, e a de Boa Vista, em Campinas, inaugurada em 1974, envolvia linhas da antiga Companhia Mogiana de Estradas de Ferro. A variante entre a estação de Boa Vista, em Campinas e as proximidades da estação de Helvétia, em Indaiatuba, aberta por volta de 1977, envolvia linhas da antiga Estrada de Ferro Sorocabana, que na época já tinham sido incorporadas à FEPASA. Os ramais dessas ferrovias que cortavam a cidade de Campinas foram desativados e eliminados. O tráfego foi transferido para as novas linhas, e a estação de Boa Vista, em Campinas, passou a ser, na prática, o novo entroncamento.
As obras no trecho entre Helvétia, em Indaiatuba, e Guaianã, em Mairinque, foram de novembro de 1982 a fevereiro de 1986. Foram na prática a retificação do ramal de Campinas da Estrada de Ferro Sorocabana (EFS), ramal que envolvia parte (trecho Itu-Salto-Pimenta-Itaici) da linha tronco original da antiga Companhia Ytuana de Estradas de Ferro, incorporada à EFS em 1892, e a ligação entre Itu e Mairinque, inaugurada em 1897 pela Sorocabana. As antigas estações foram desativadas com os antigos ramais.
Com exceção da estação de Itu construída na nova linha e inaugurada em 26 de fevereiro de 1986 (hoje sede da via permanente da Rumo Logística, concessionária da ferrovia), as demais Viracopos, Pimenta, Salto, Pirapitingui, incluindo também as estações que dão nome à variante, estão abandonadas e/ou depredadas, e fazem parte do patrimônio da extinta Rede Ferroviária Federal.

### Duplicação
Entre julho de 2012 e o final de 2016, a concessionária Rumo Logística realizou obras de duplicação da ferrovia no trecho entre a estação de Boa Vista, em Campinas, e Canguera, em São Roque, como parte do projeto de duplicação entre Santos e Campinas.
Atualmente a linha Boa Vista-Guaianã tem um dos maiores movimentos ferroviários do Estado de São Paulo, com cargas vindas do interior paulista, Triângulo Mineiro e Mato Grosso.

## A variante da Variante
O traçado previsto no Trem de Alta Velocidade que vai ligar as cidades do Rio de Janeiro, São Paulo e Campinas ocupará trechos da Variante Boa Vista-Guaianã no município de Campinas, entre a estação Boa Vista e a de Viracopos. A atual variante terá o seu trajeto modificado para sua linha de cargas não coincidir com as linhas exclusivas e dedicadas do trem de alta velocidade.

## Galeria de Fotos

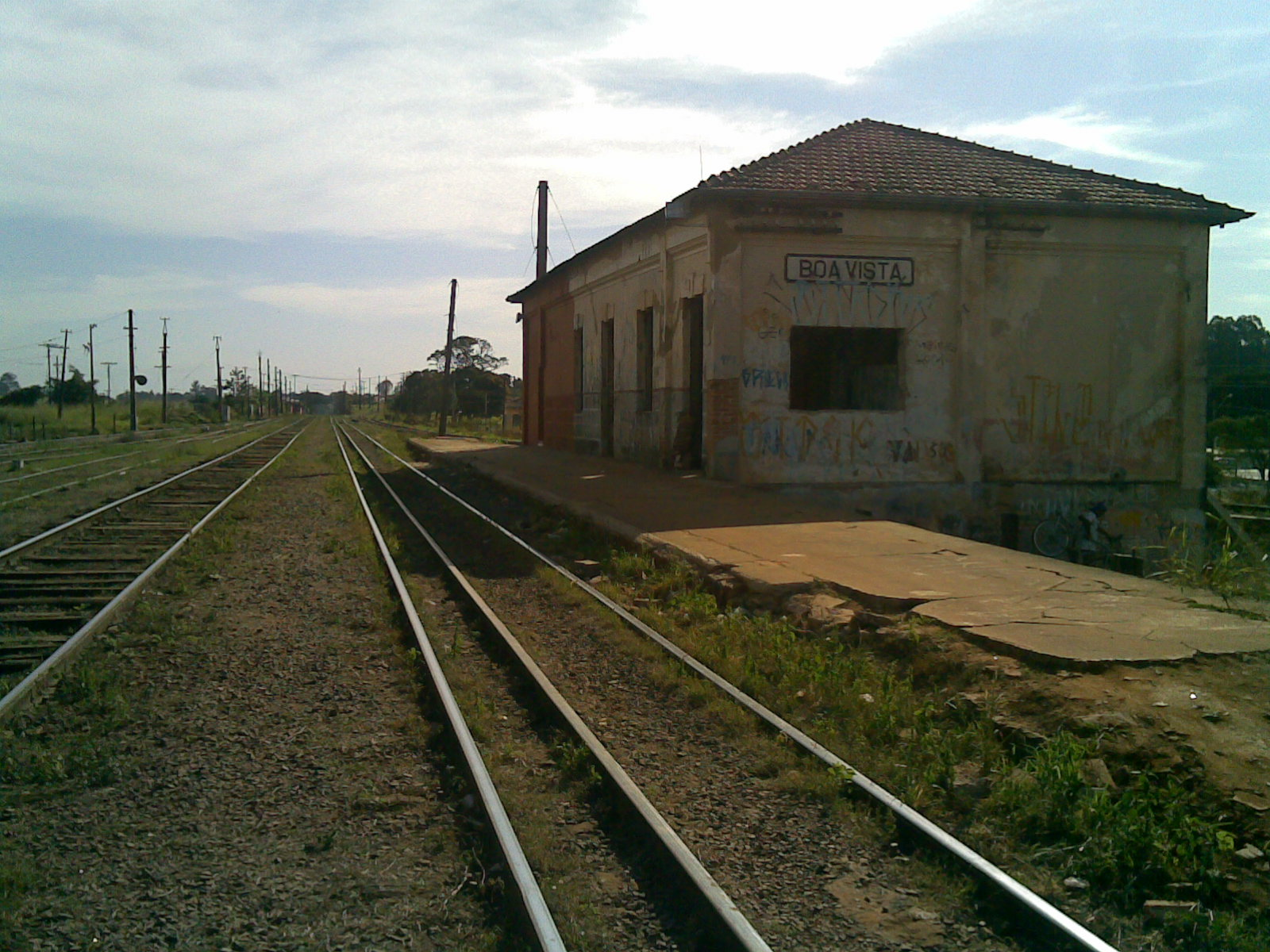
Pátio da Estação Boa Vista em Campinas
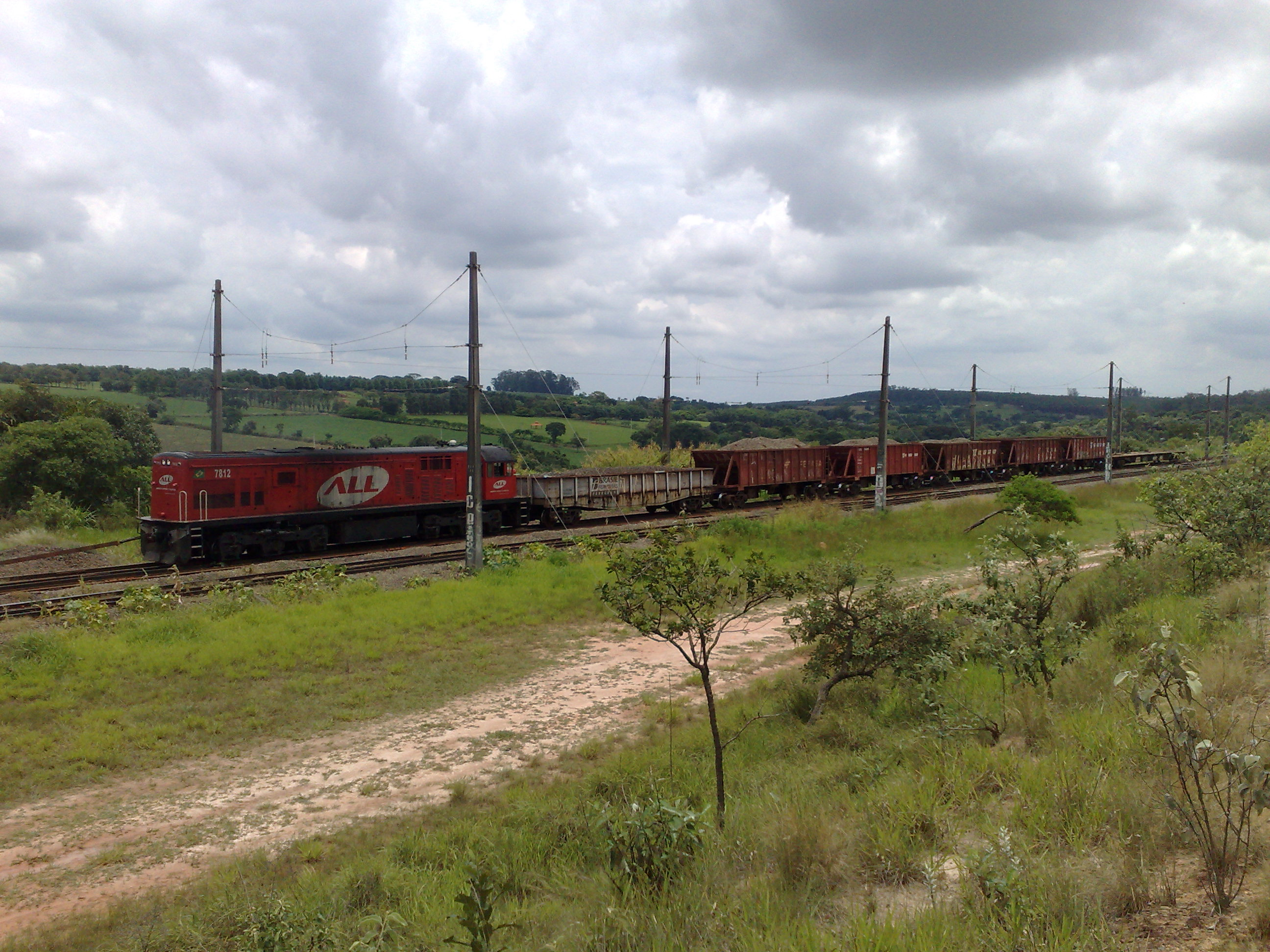
Pátio da Estação Viracopos em Campinas
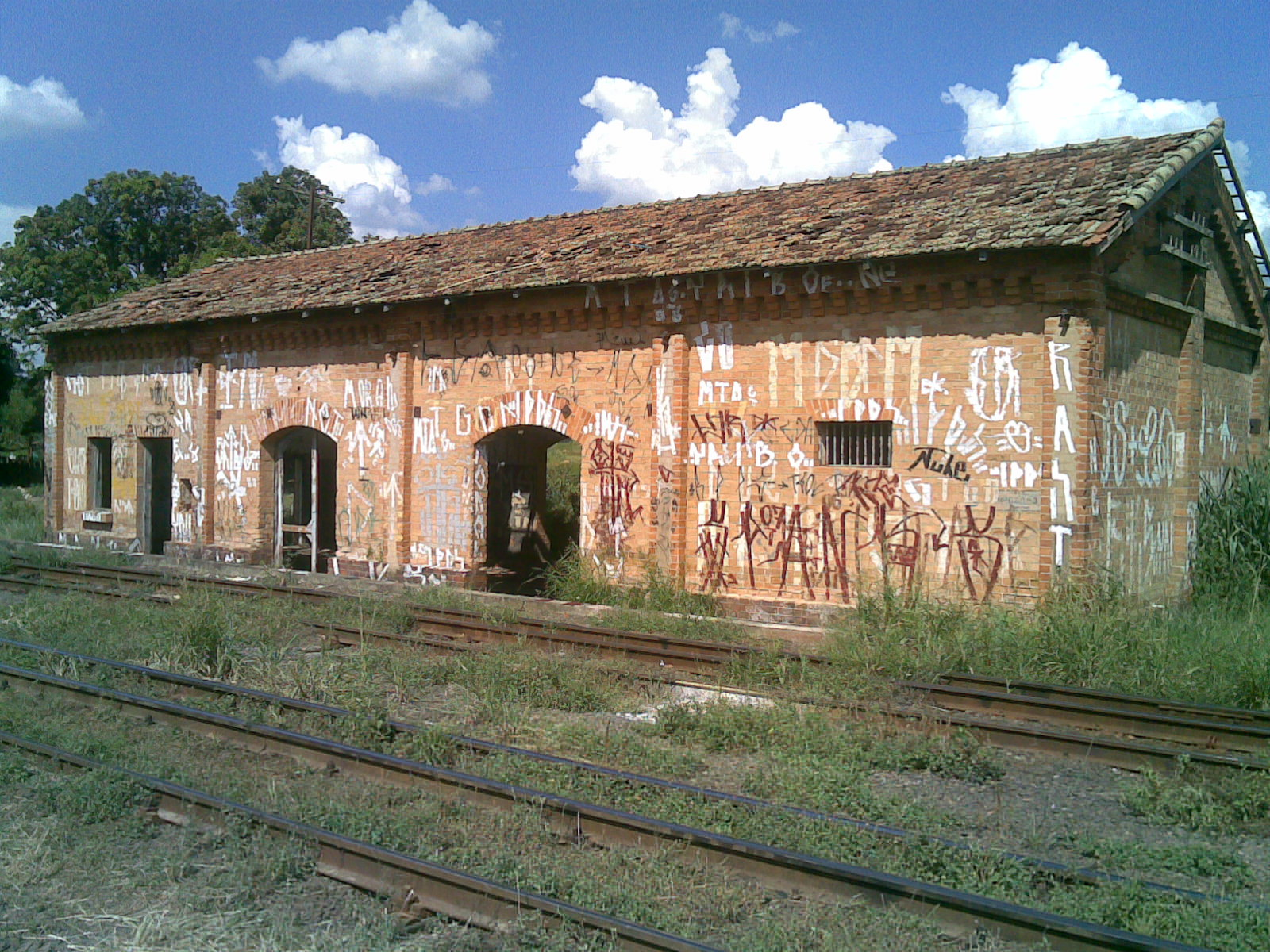
Estação Pimenta remanescente da linha original da Ytuana/Sorocabana em Indaiatuba
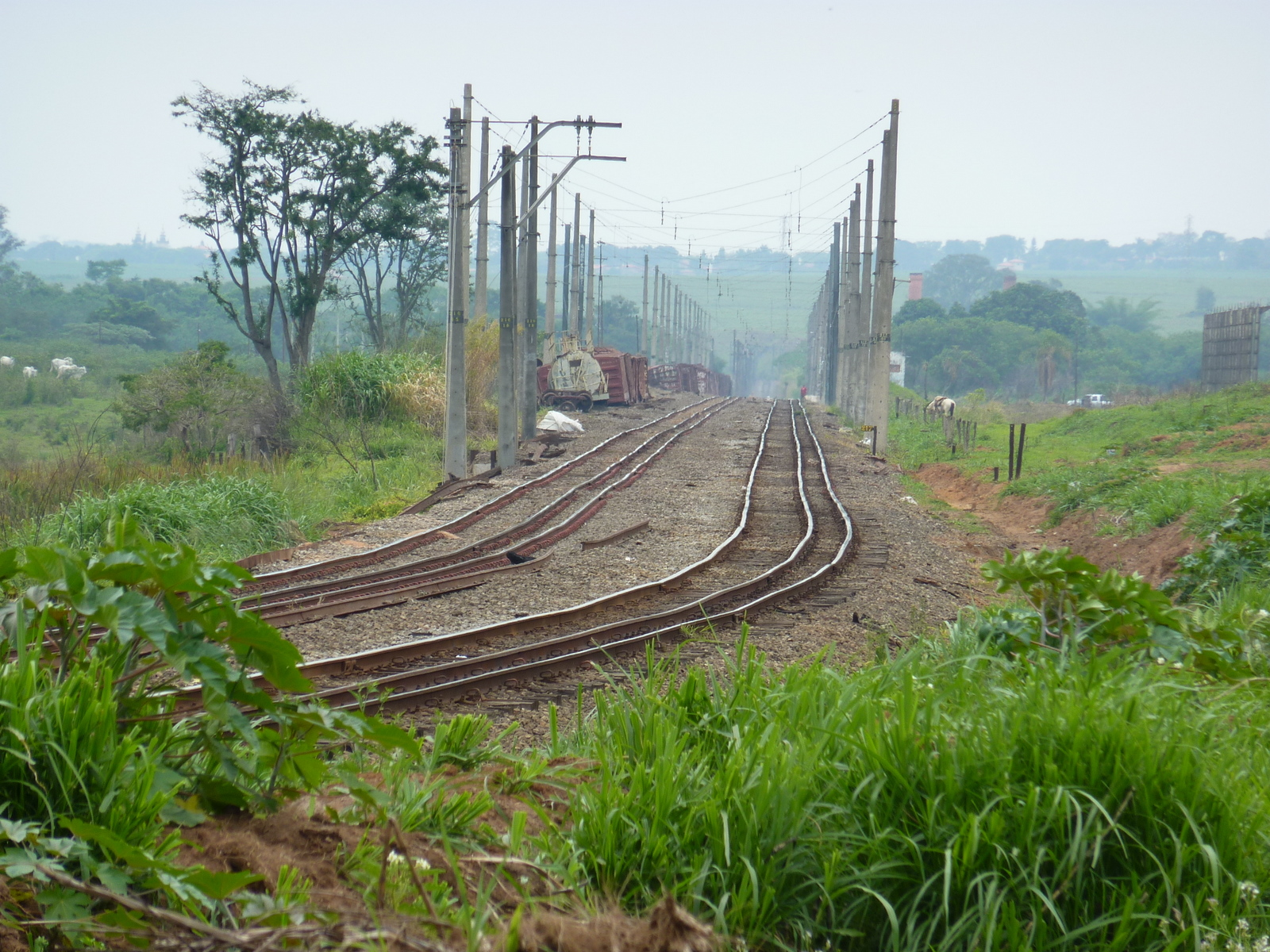
Pátio da Estação Pimenta Nova em Indaiatuba
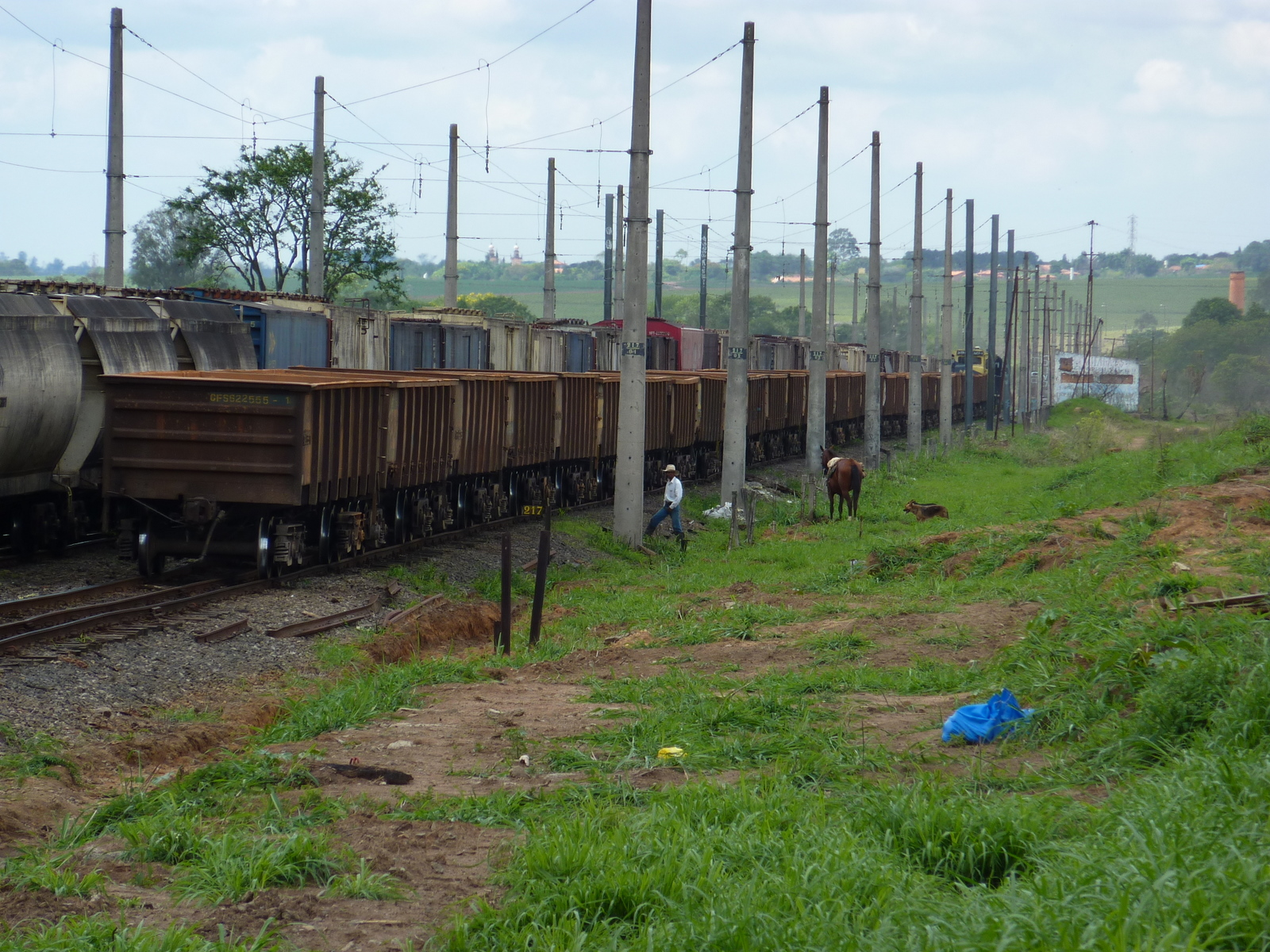
Estação Pimenta Nova em Indaiatuba
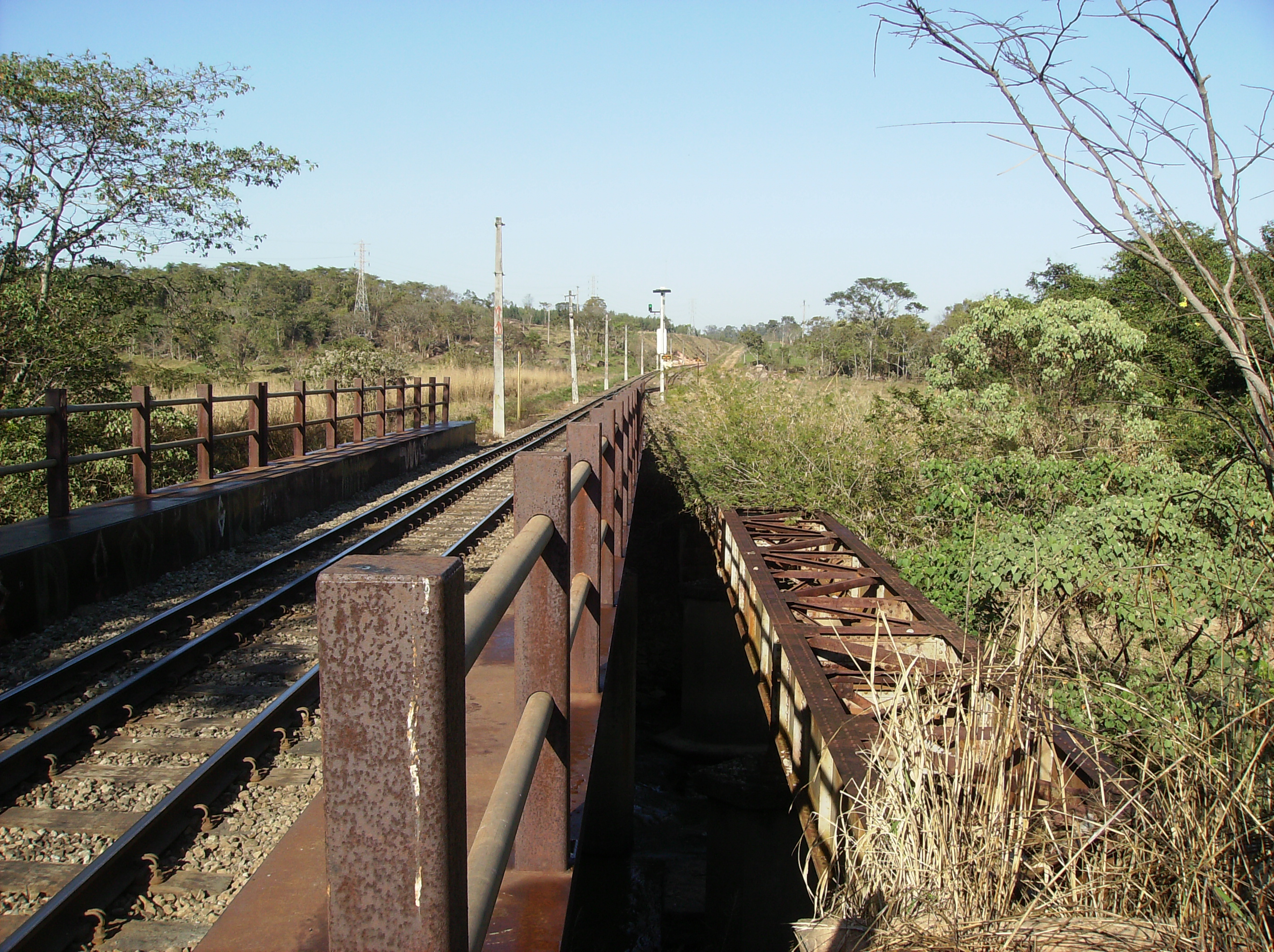
Pontes ferroviárias sobre o Ribeirão Piraí no limite dos municípios de Salto e Indaiatuba
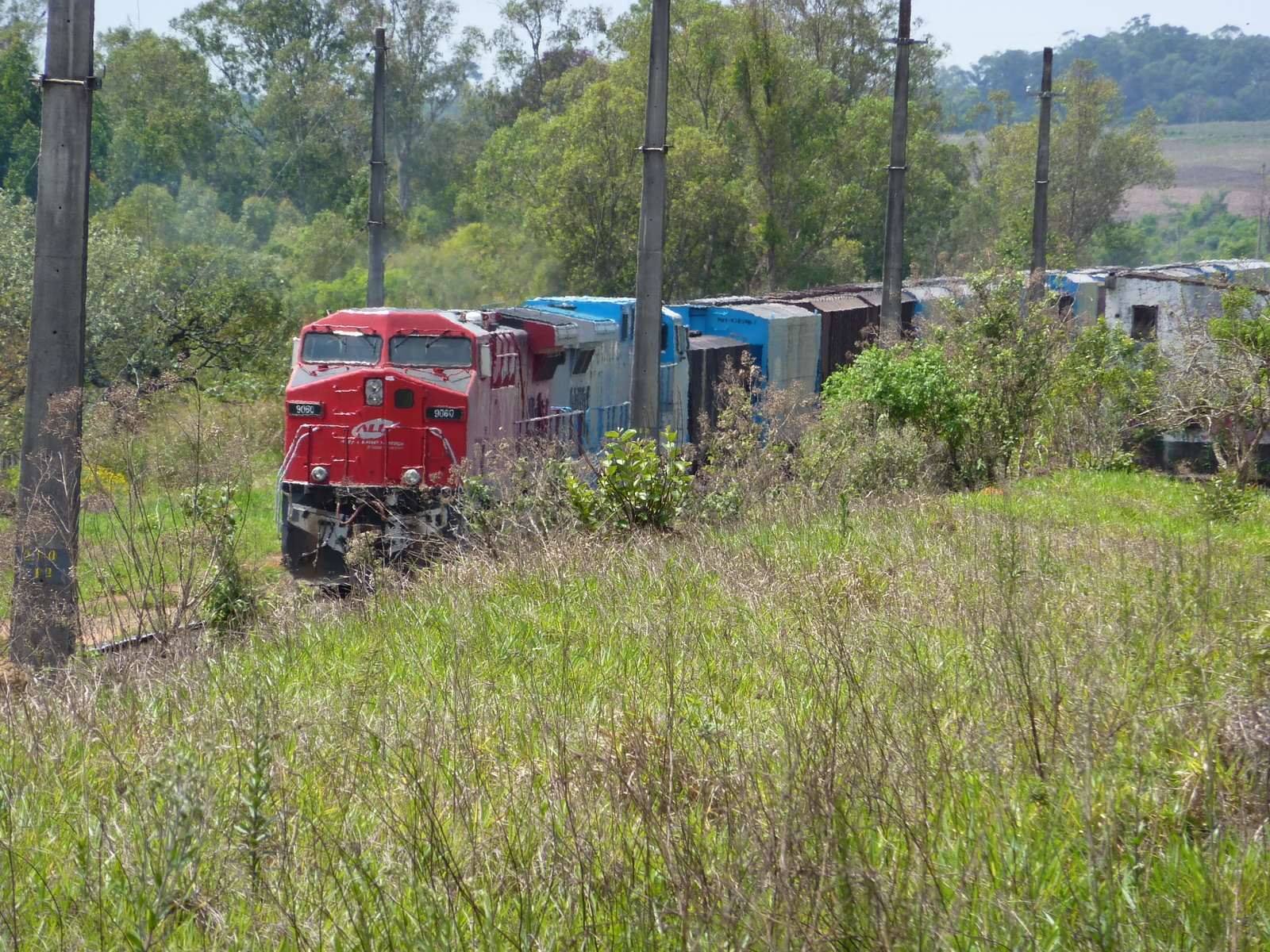
Pátio da Estação de Salto
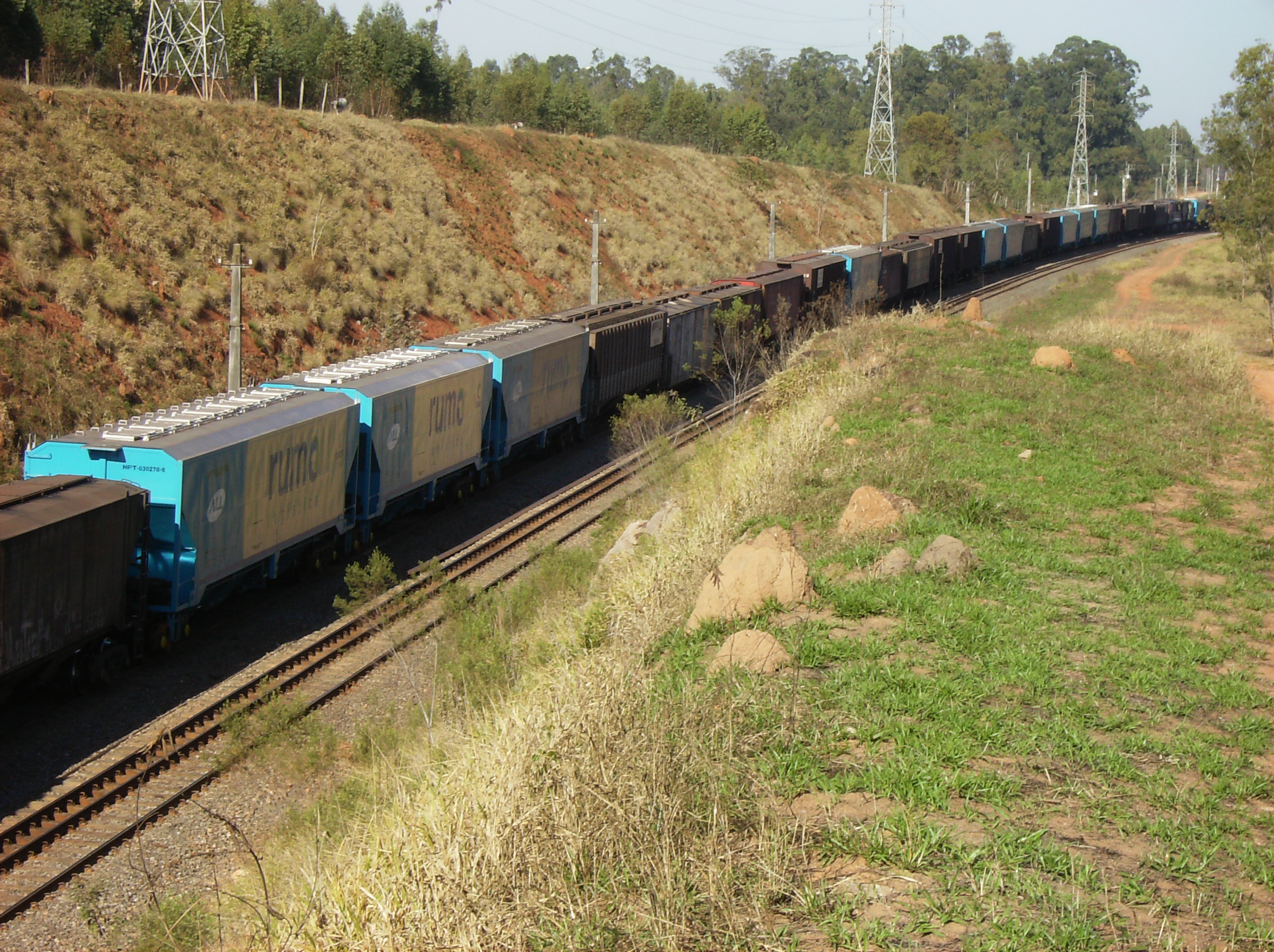
Comboio no pátio da Estação de Salto
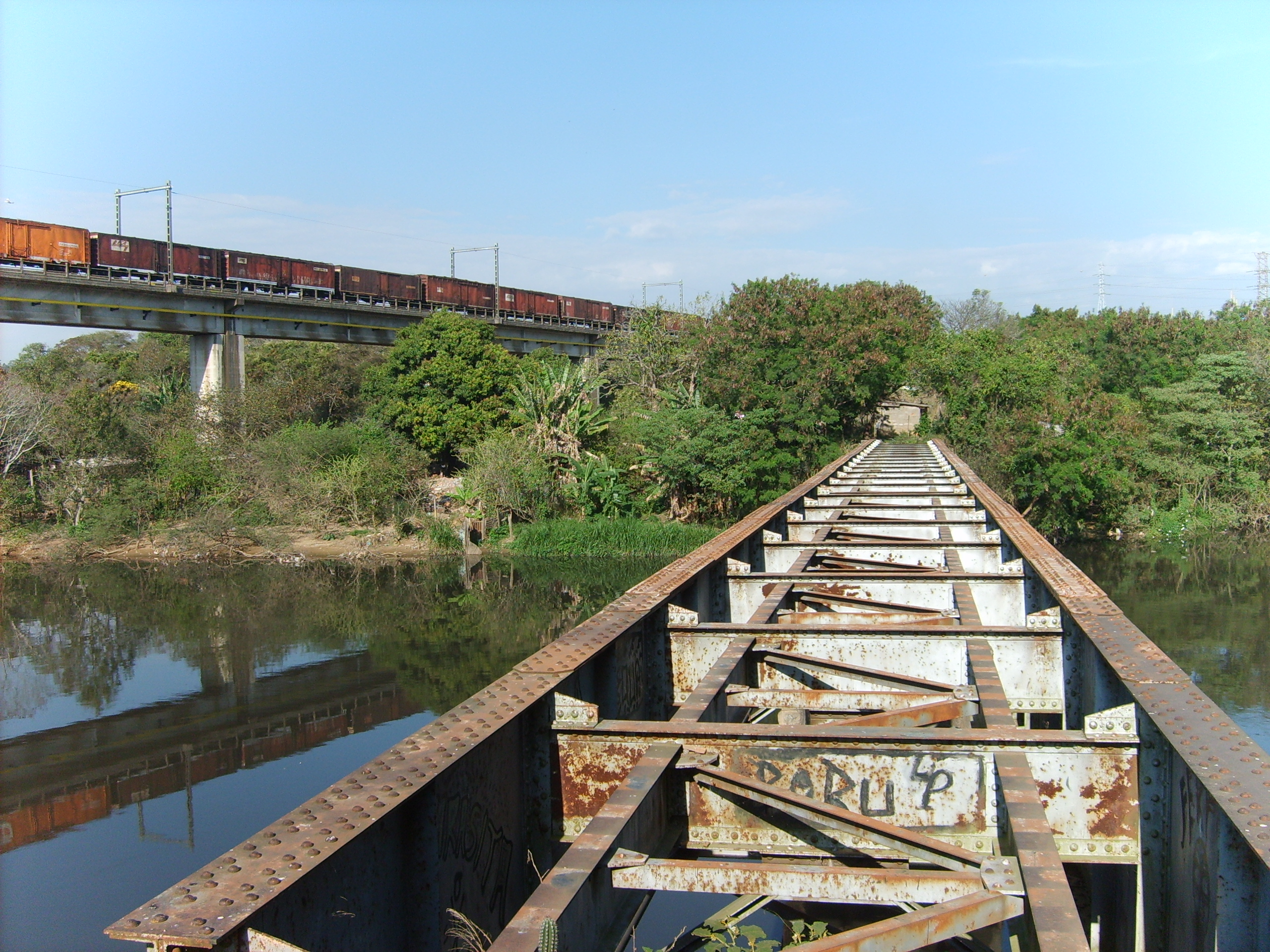
Pontes ferroviárias sobre o Rio Tietê em Salto
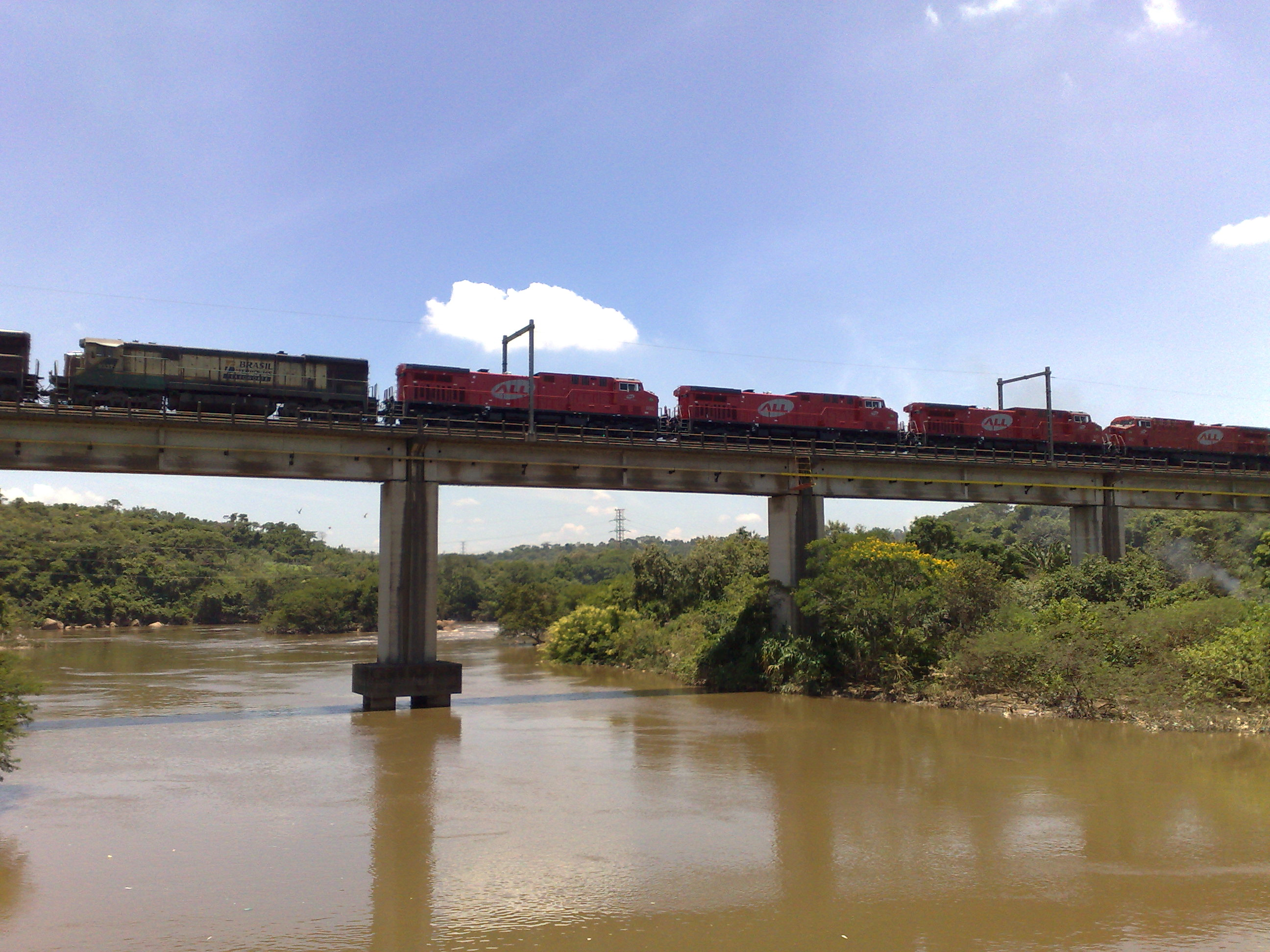
Ponte ferroviária sobre o Rio Tietê em Salto
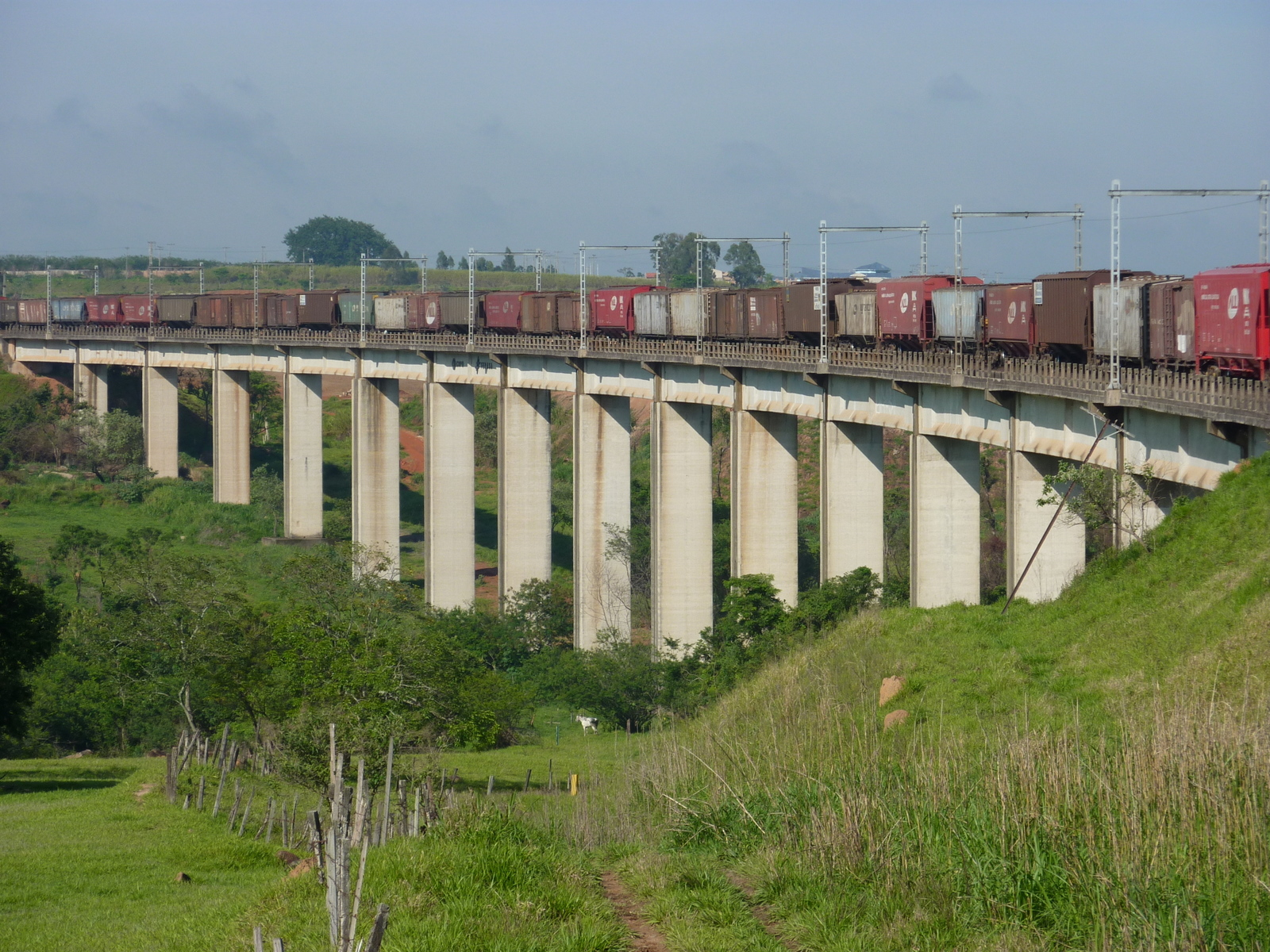
Viaduto no vale do Córrego Guaraú em Salto
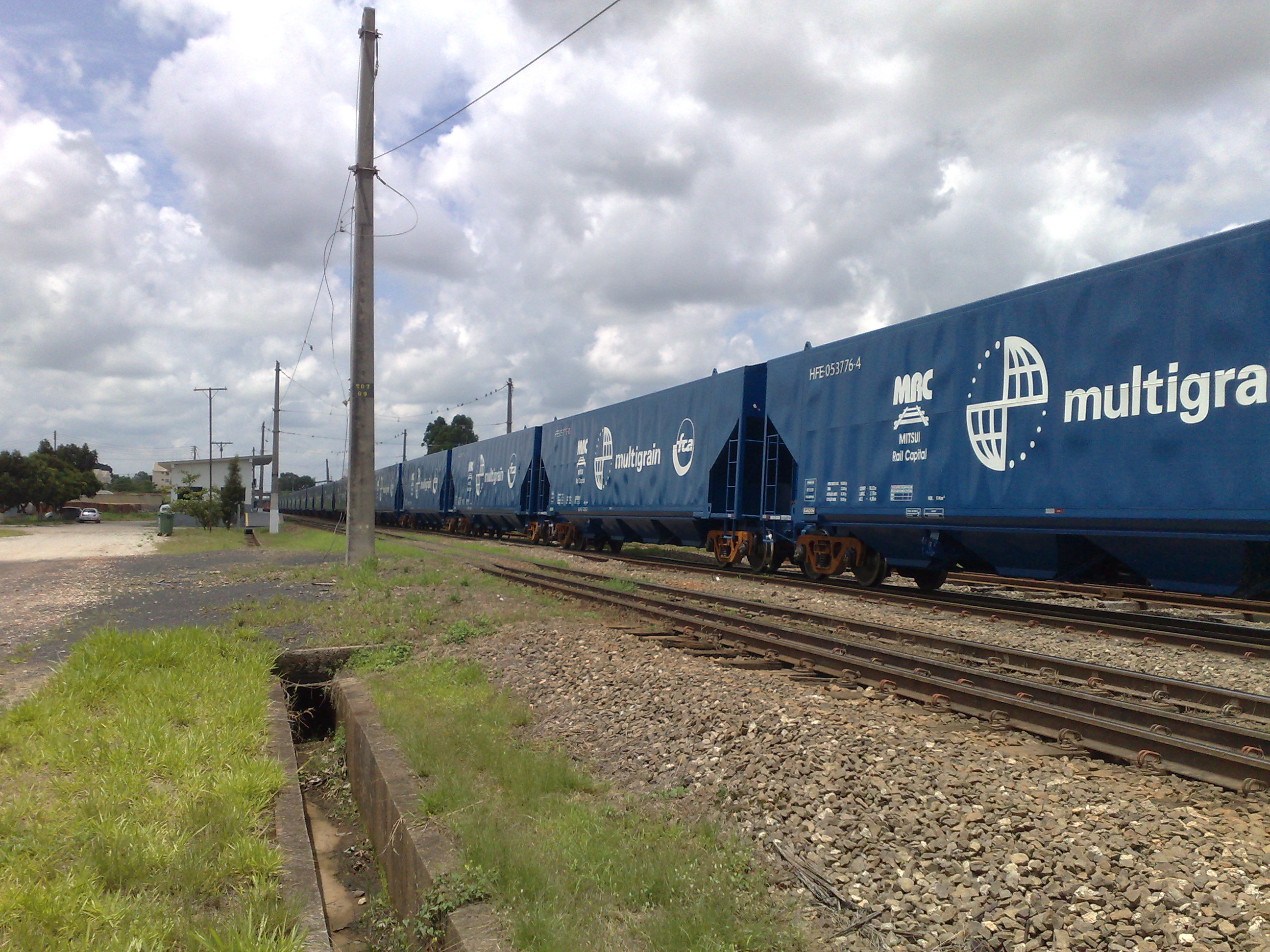
Pátio da Estação de Itu
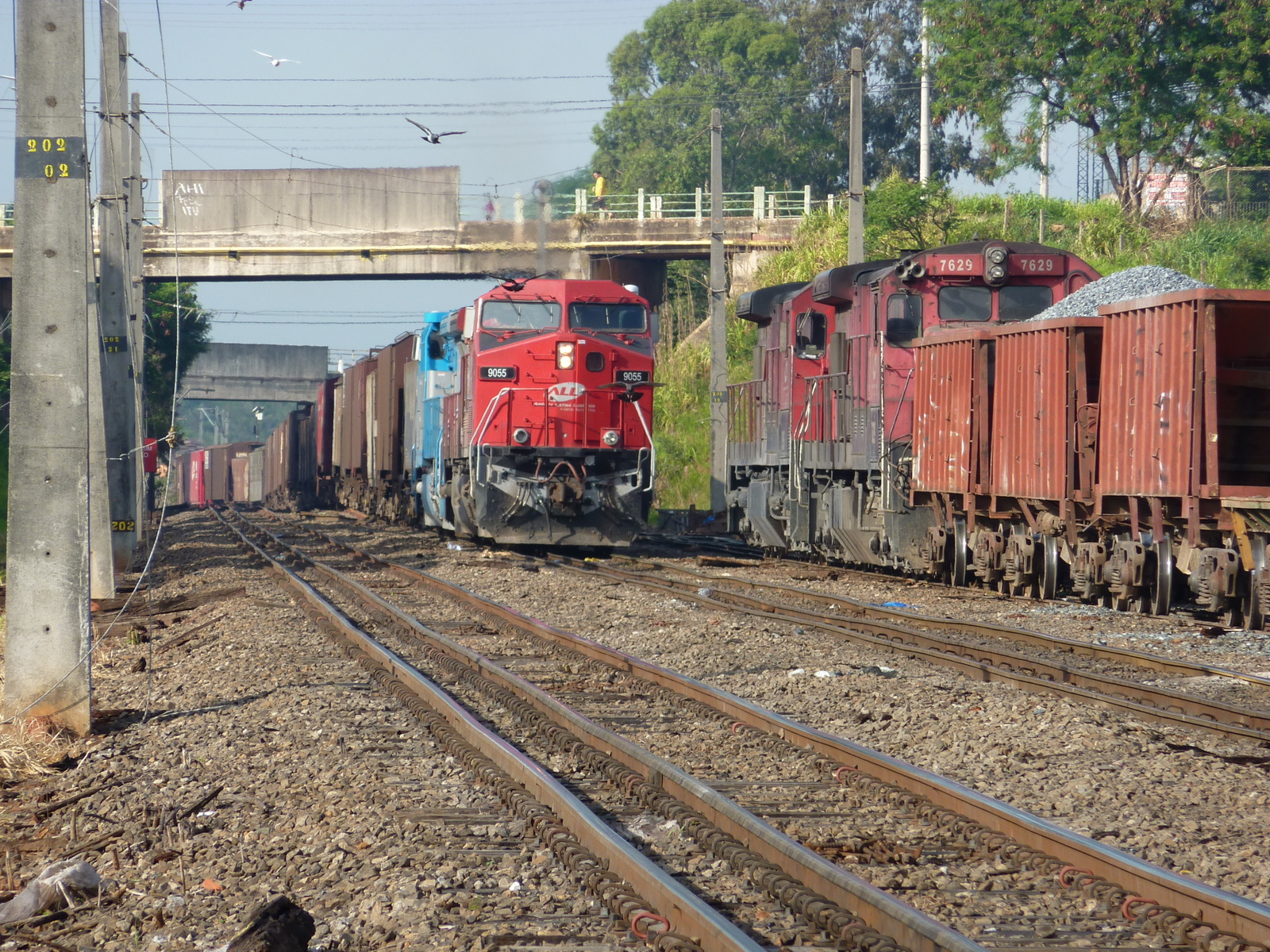
Pátio da Estação de Itu
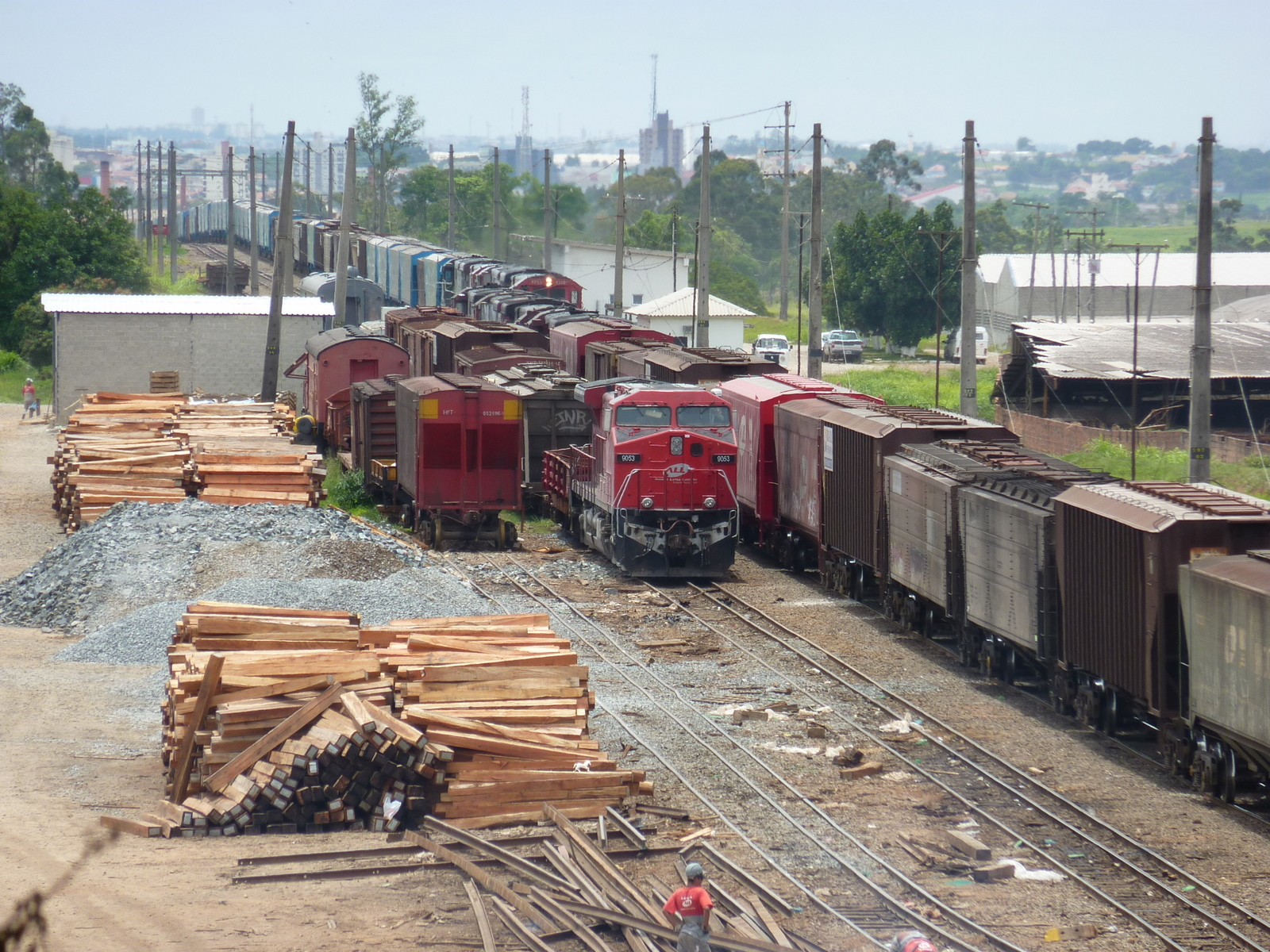
Pátio da Estação de Itu
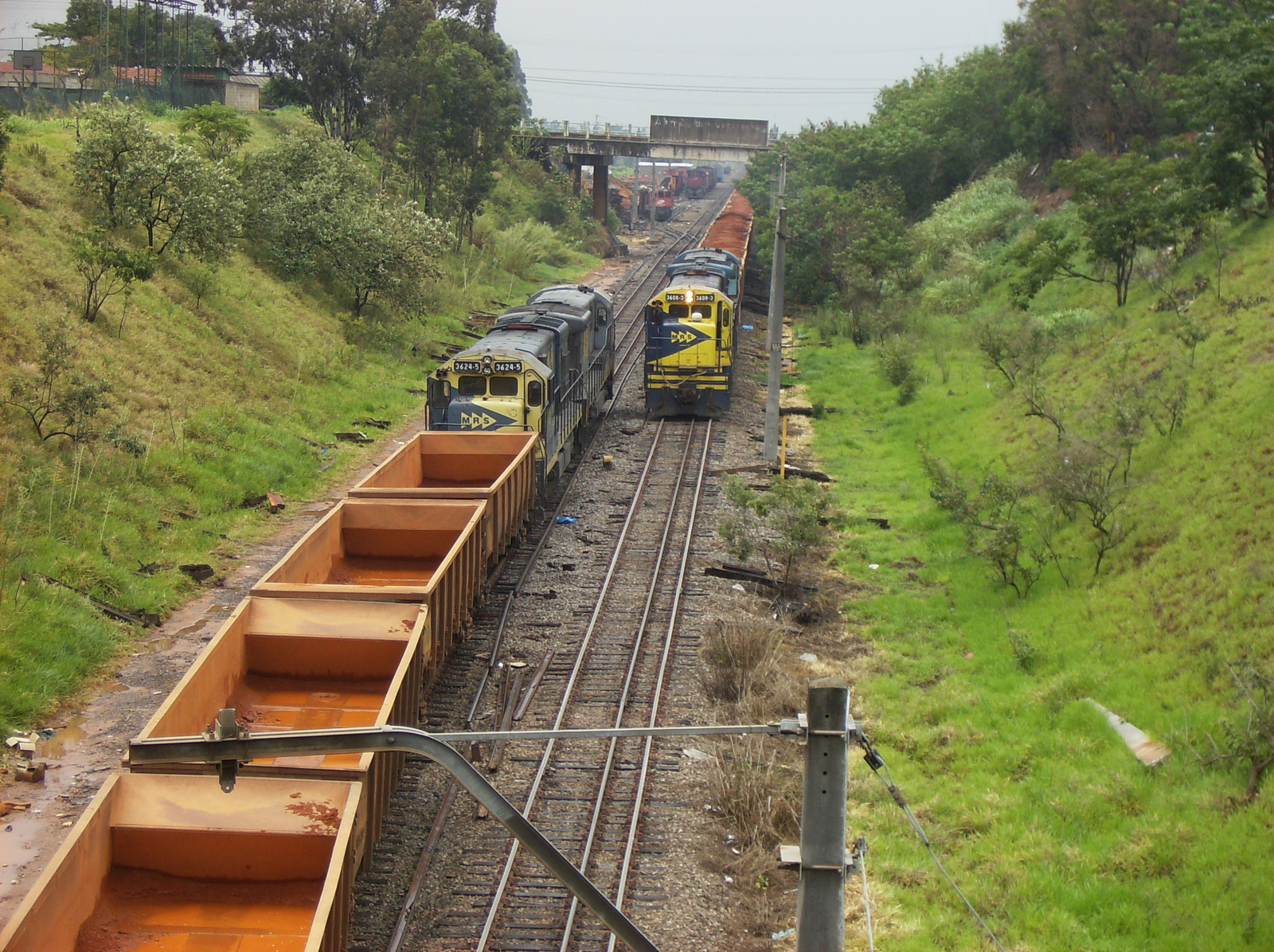
Comboios em cruzamento no pátio da Estação Ferroviária de Itu
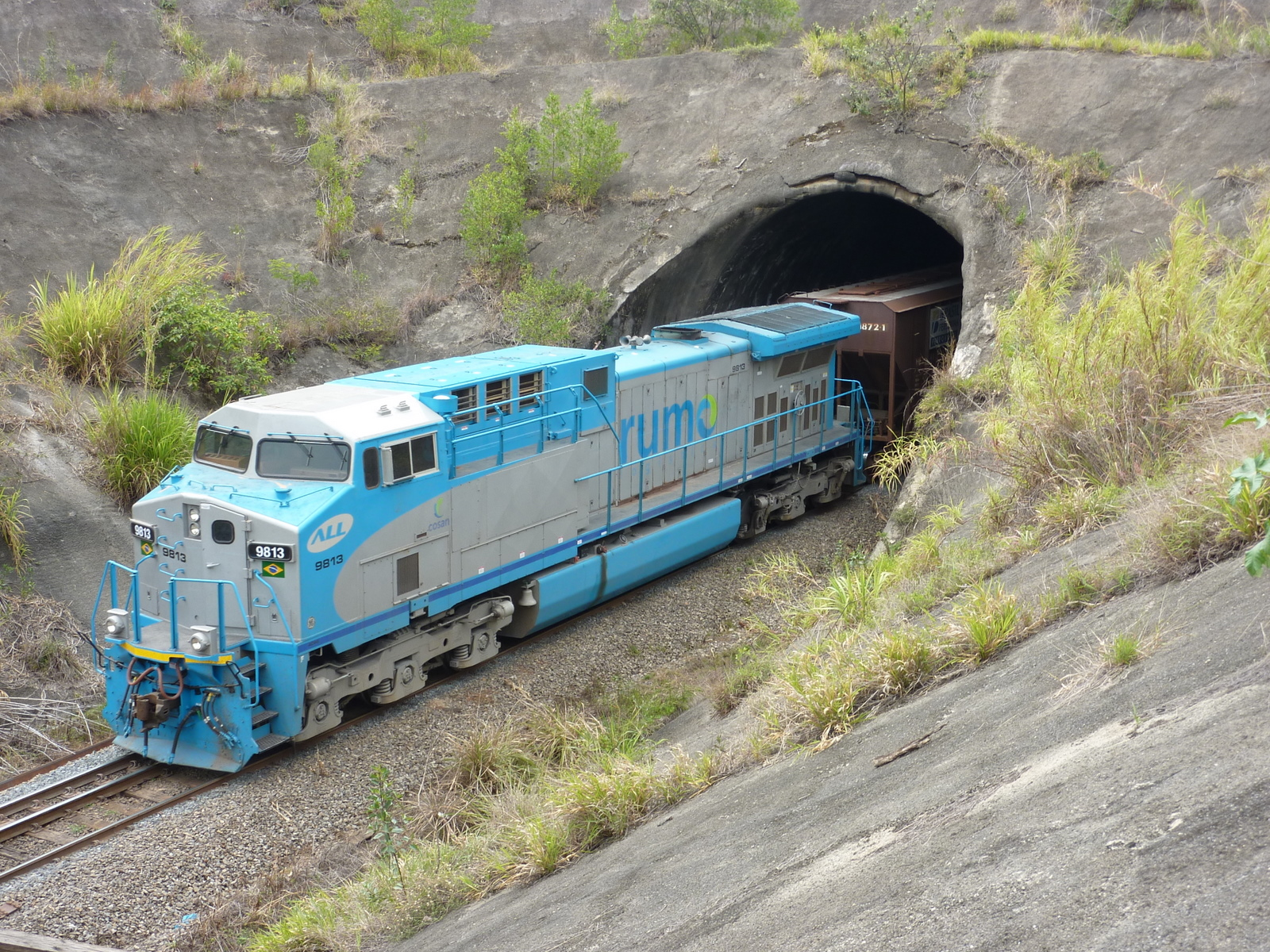
Túnel existente em Itu
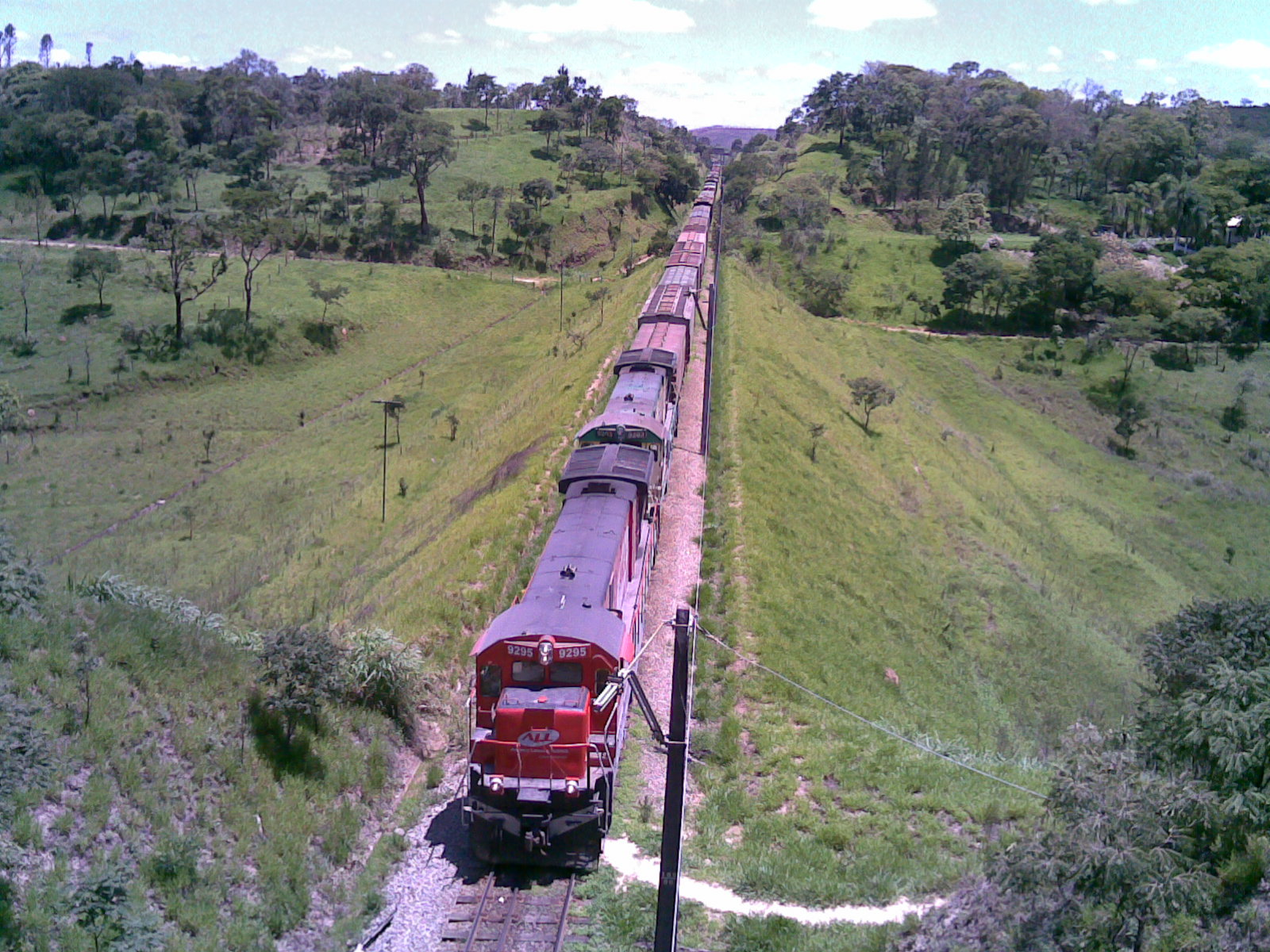
Comboio passando sentido Boa Vista pelo km 169 em Mairinque
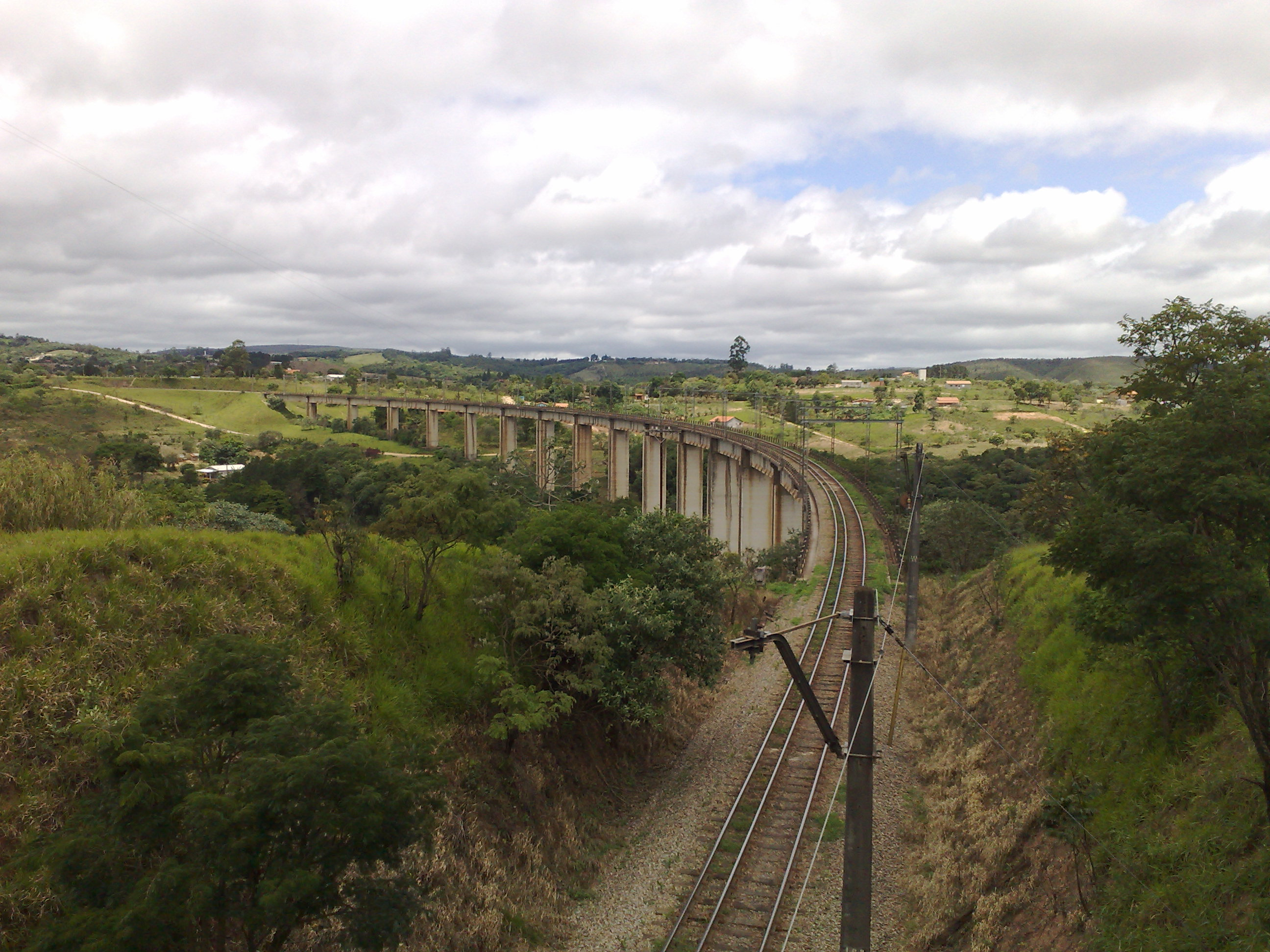
Viaduto ferroviário próximo da Estação Eng. Acrísio em Mairinque
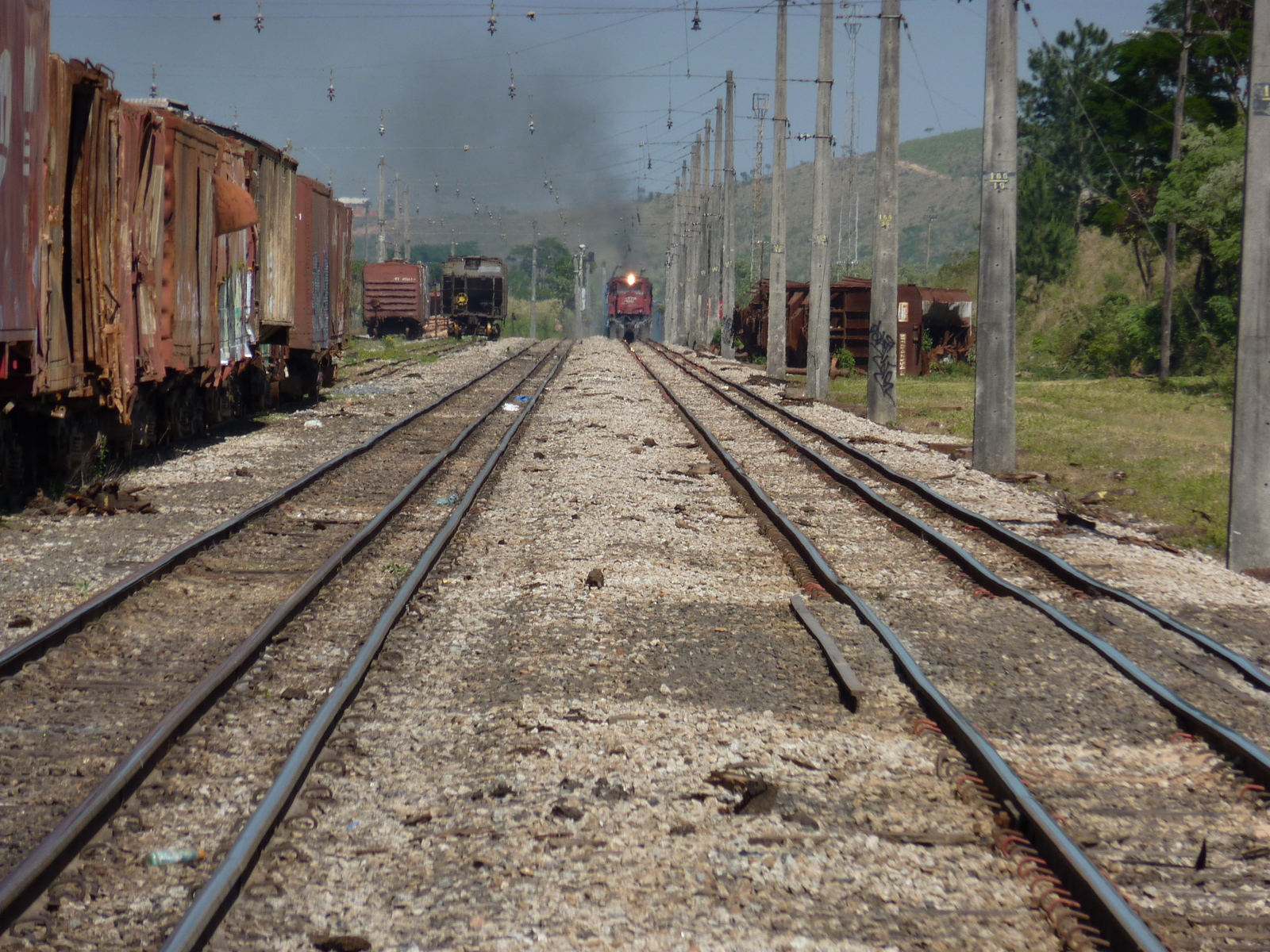
Pátio da Estação Eng. Acrísio em Mairinque
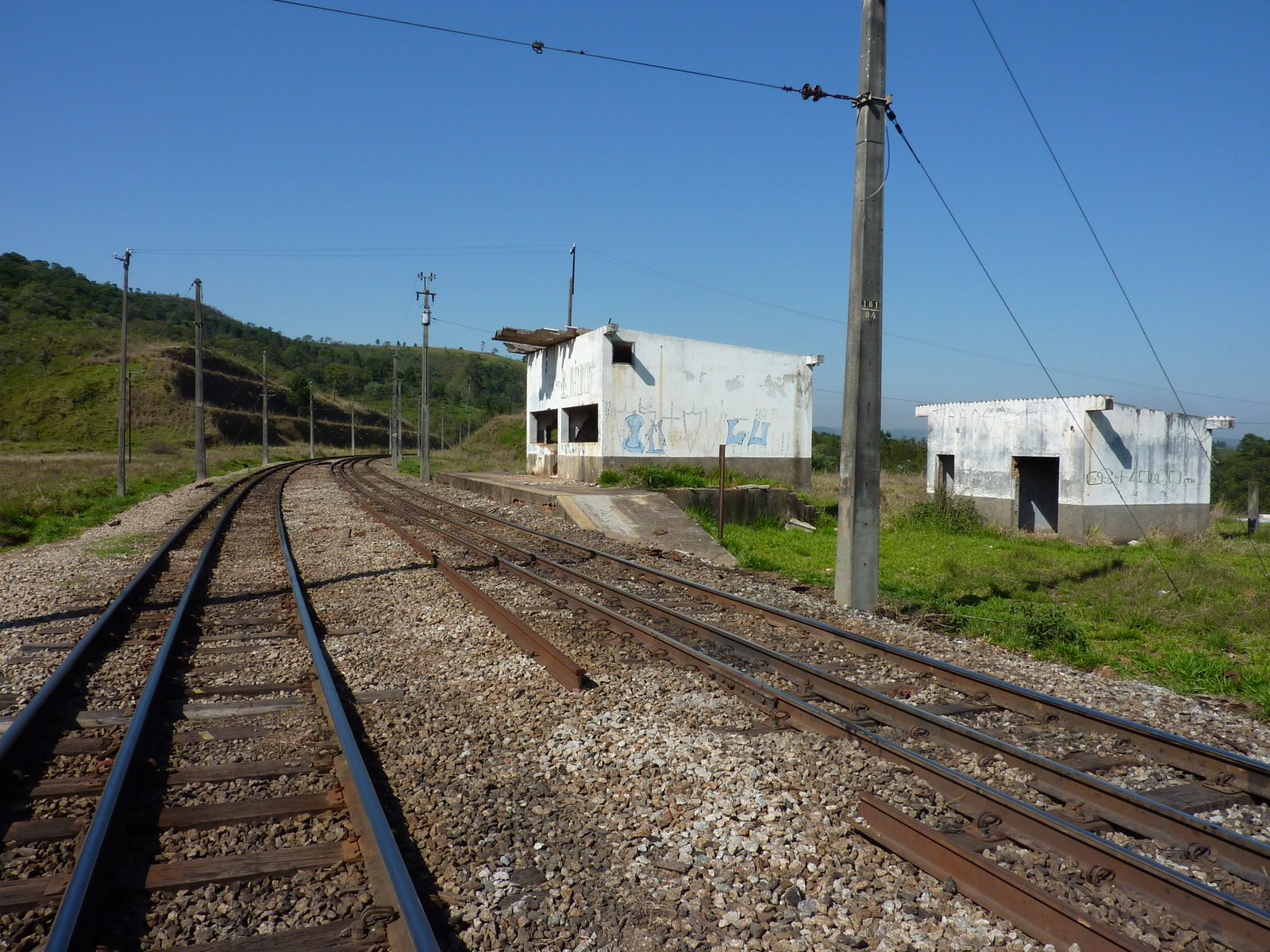
Pátio da Estação Capricórnio em Mairinque
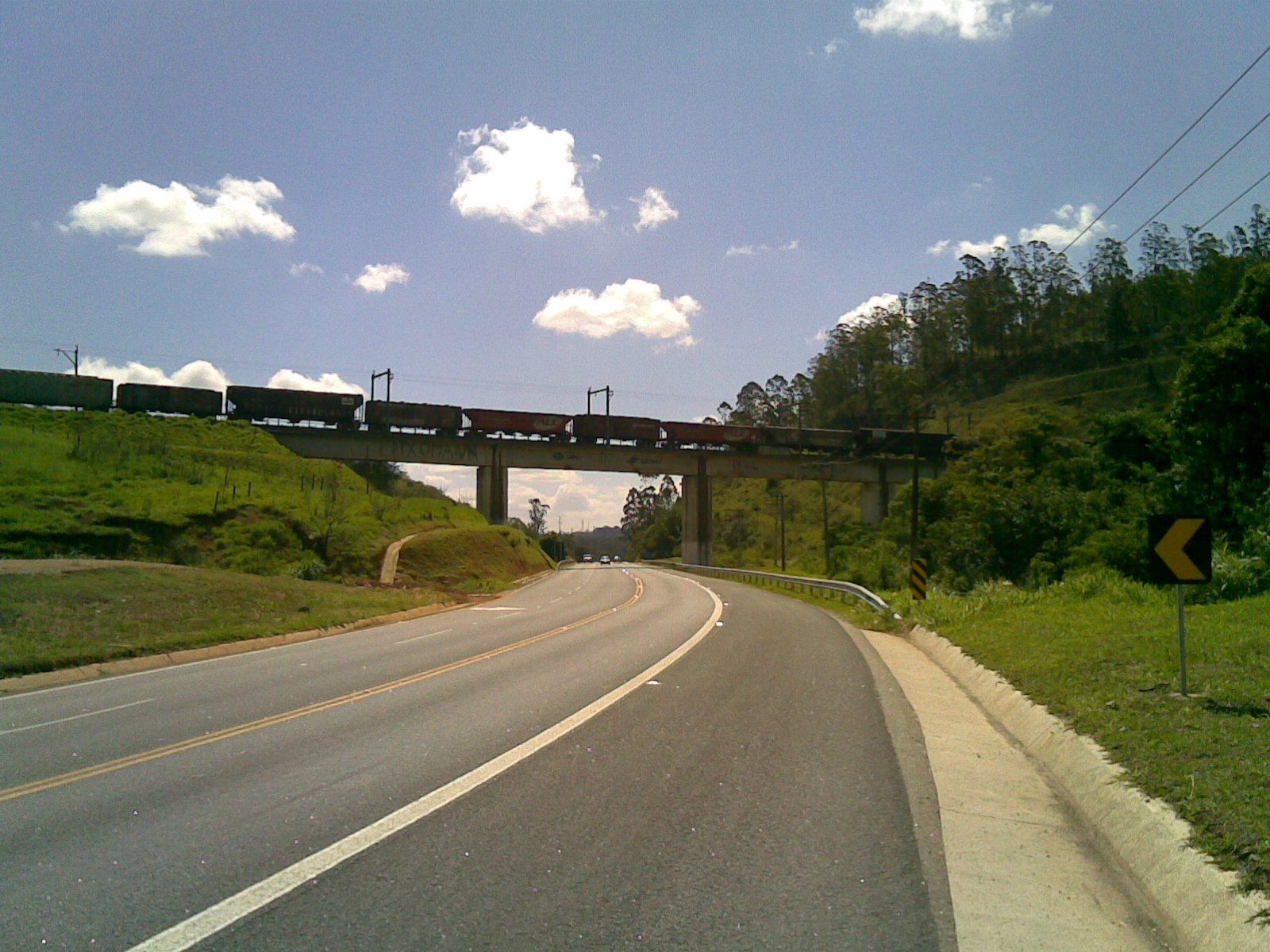
Comboio passando sentido Boa Vista pelo viaduto do km 158 em Mairinque
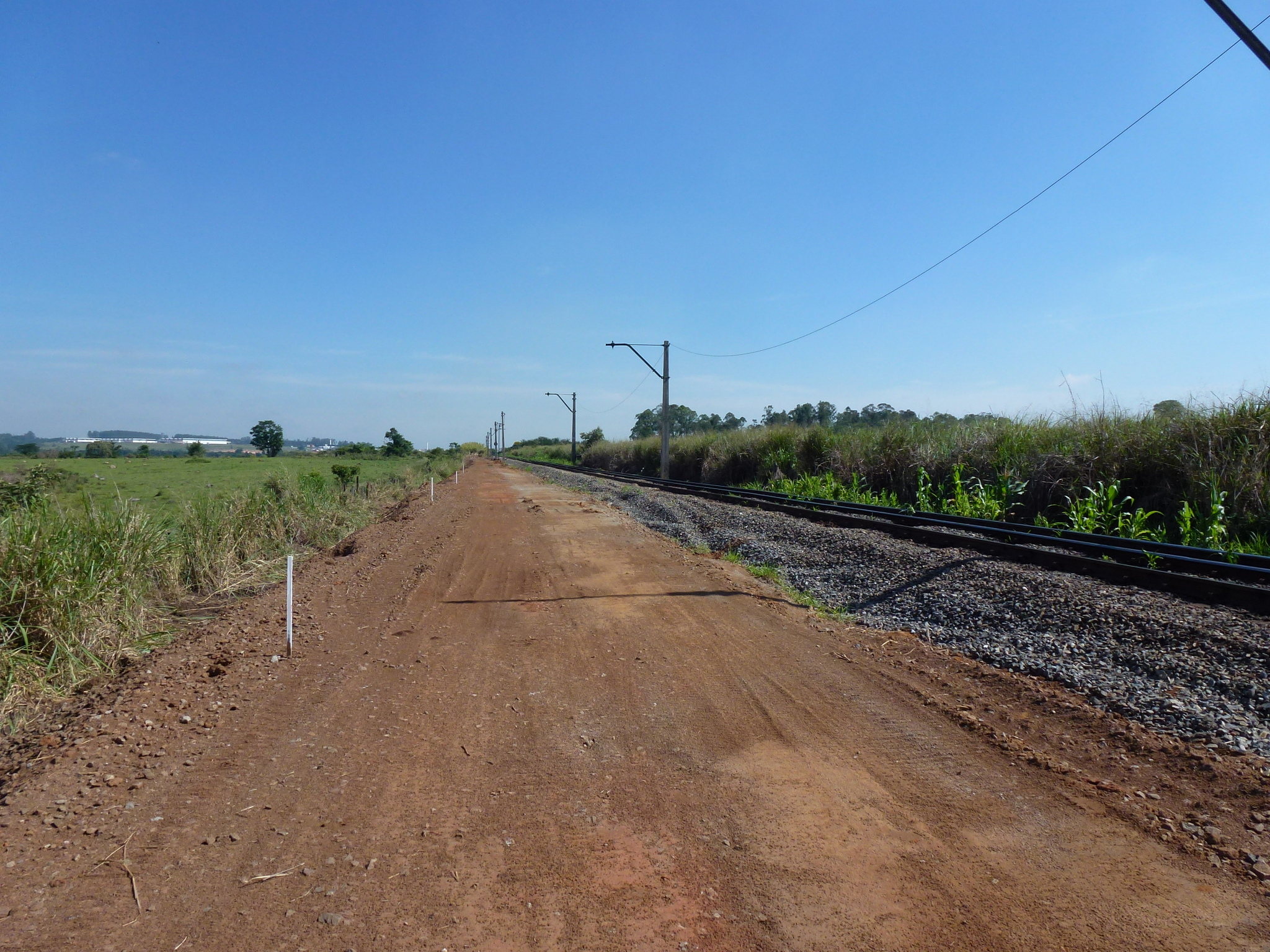
Obras de terraplanagem para duplicação da ferrovia em Indaiatuba
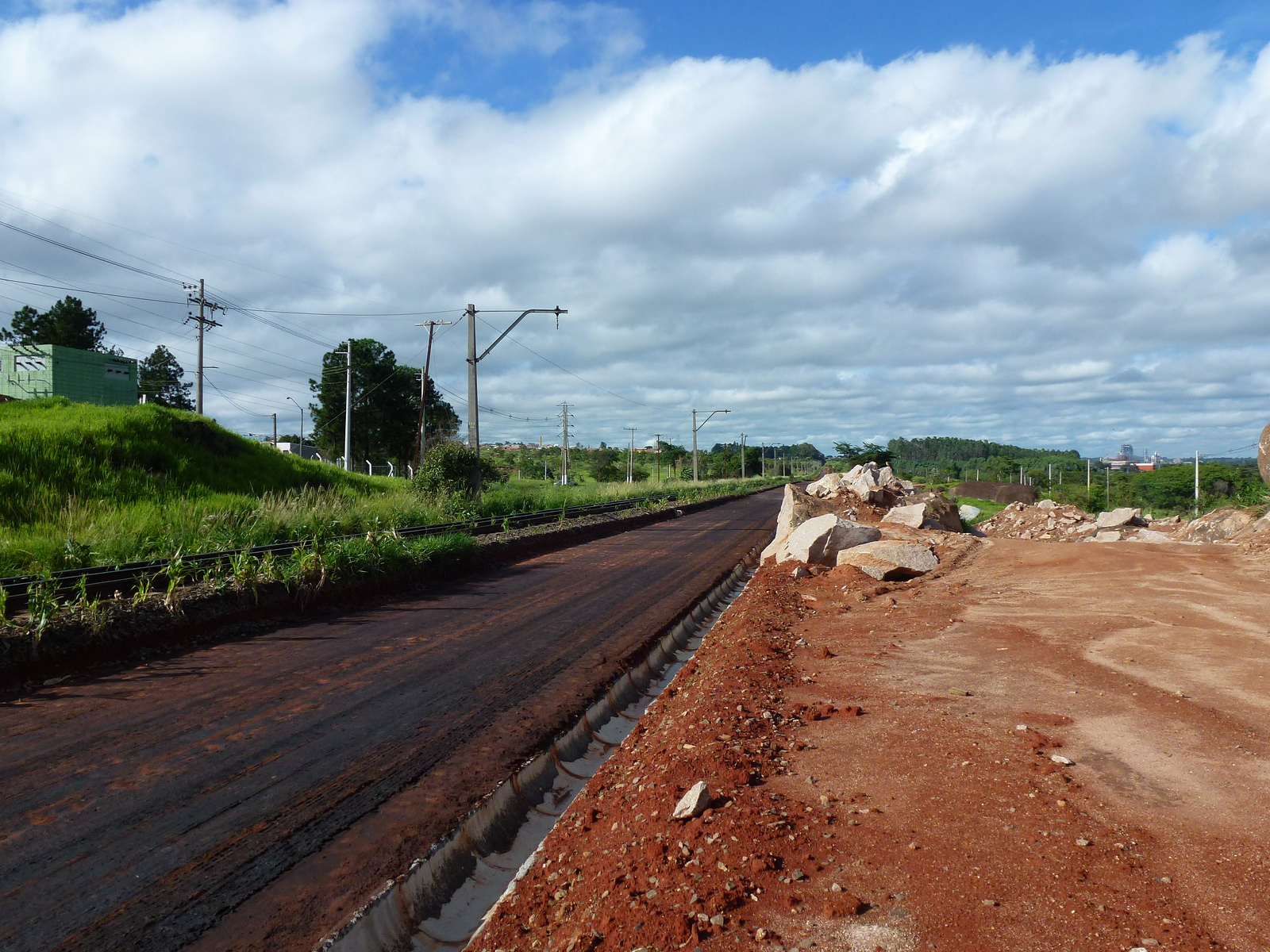
Obras de terraplanagem para duplicação da ferrovia em Salto
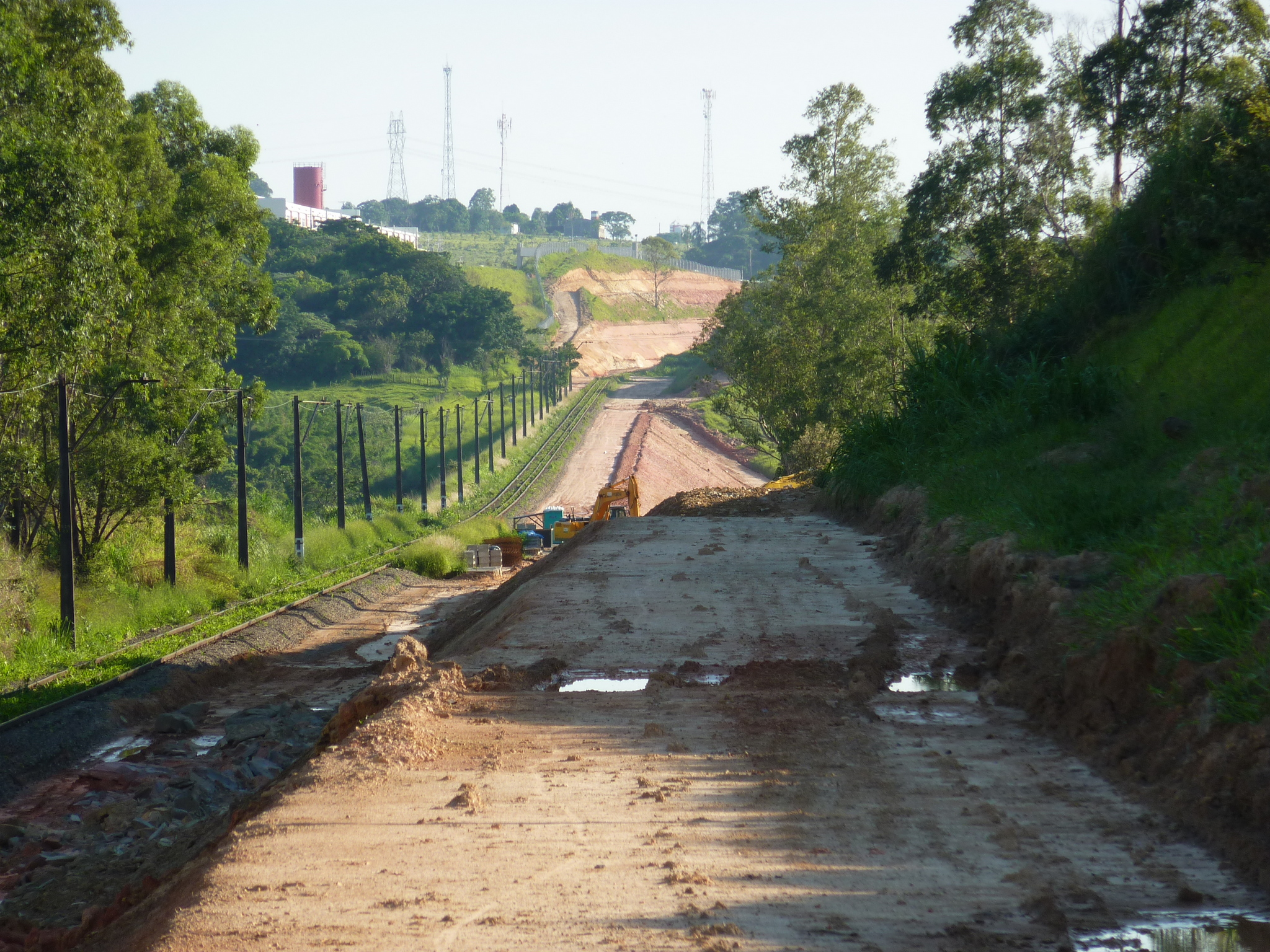
Obras de terraplanagem para duplicação da ferrovia em Indaiatuba
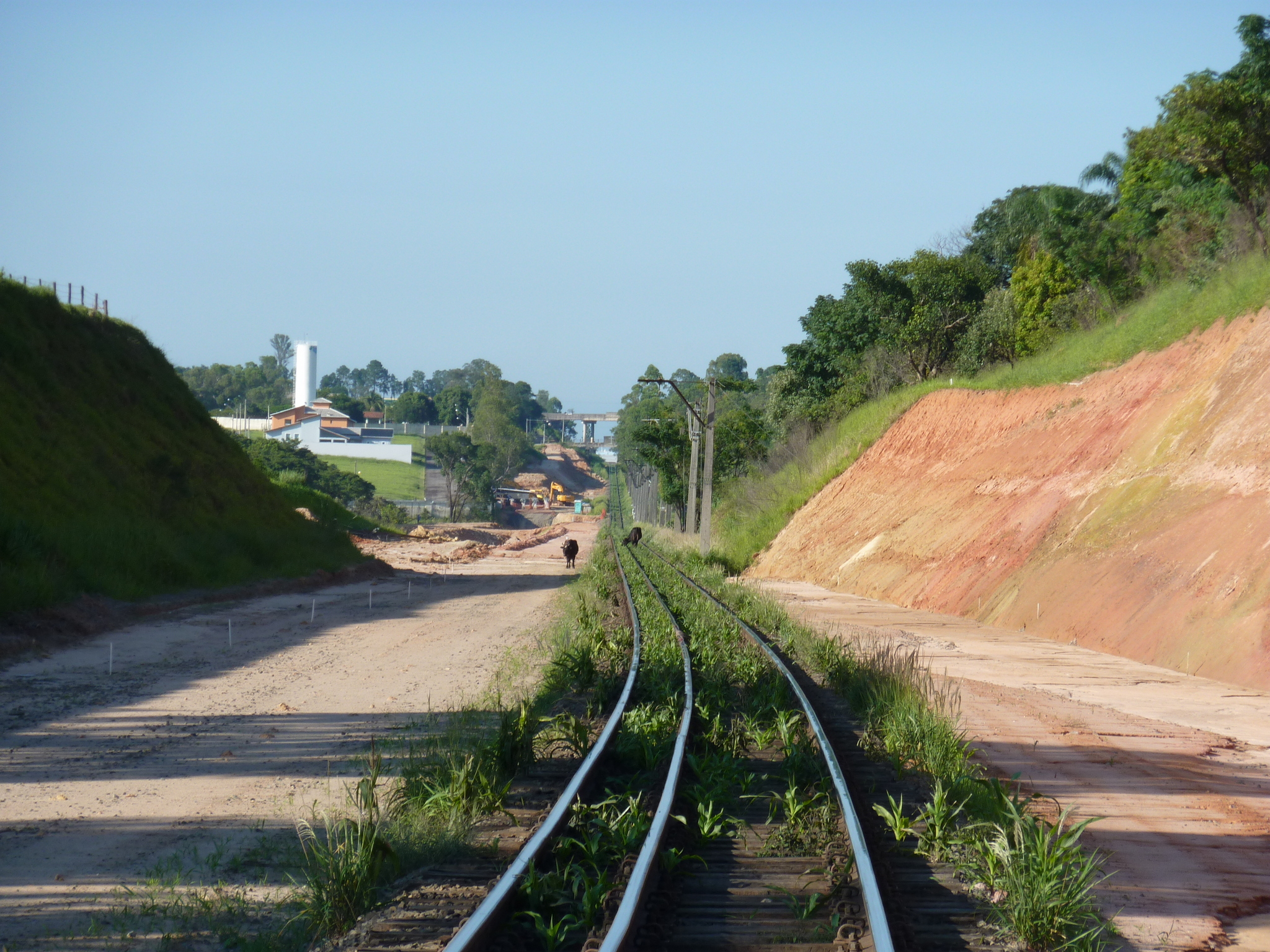
Obras de terraplanagem para duplicação da ferrovia em Indaiatuba
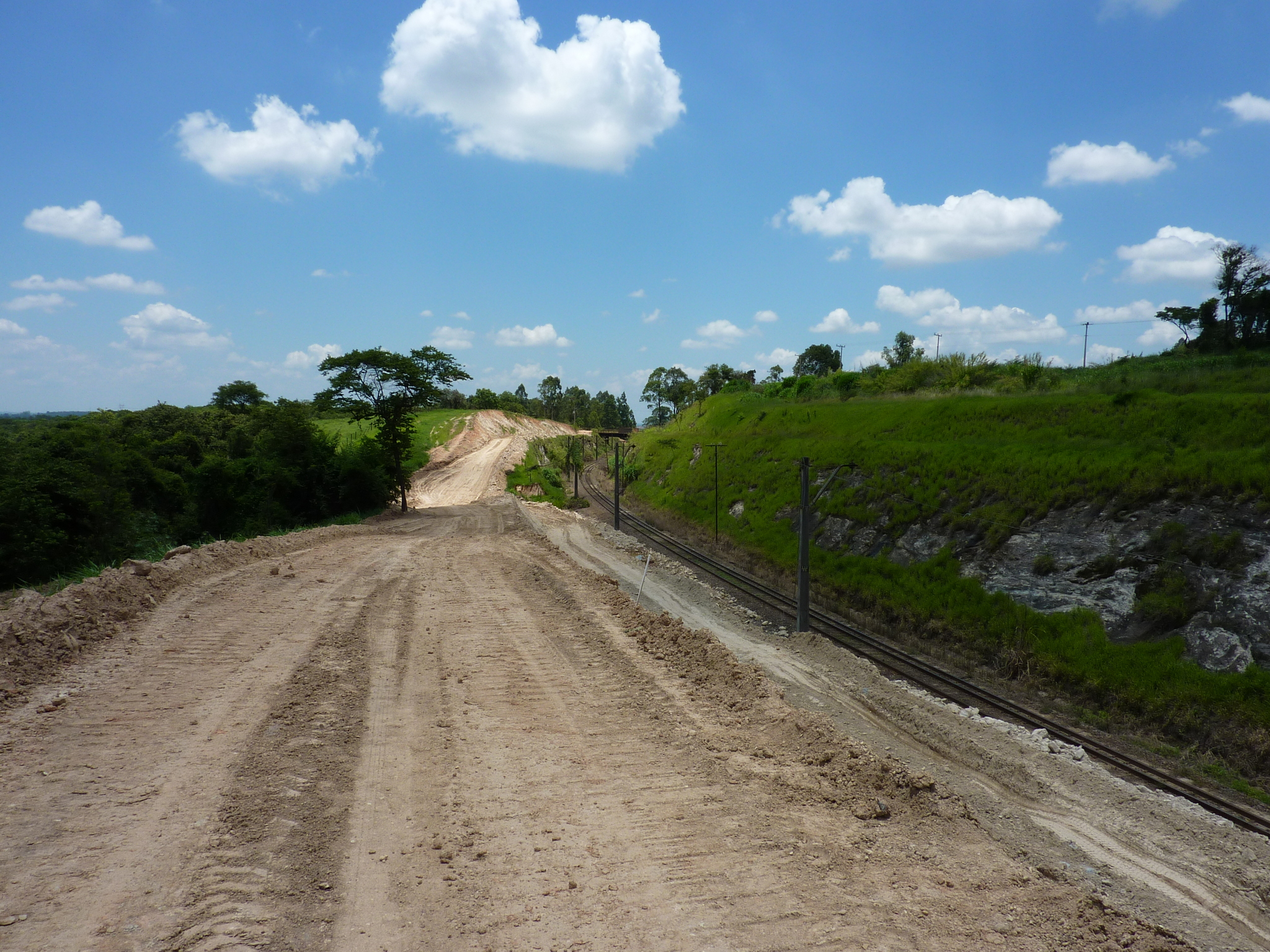
Obras de terraplanagem para duplicação da ferrovia em Itu
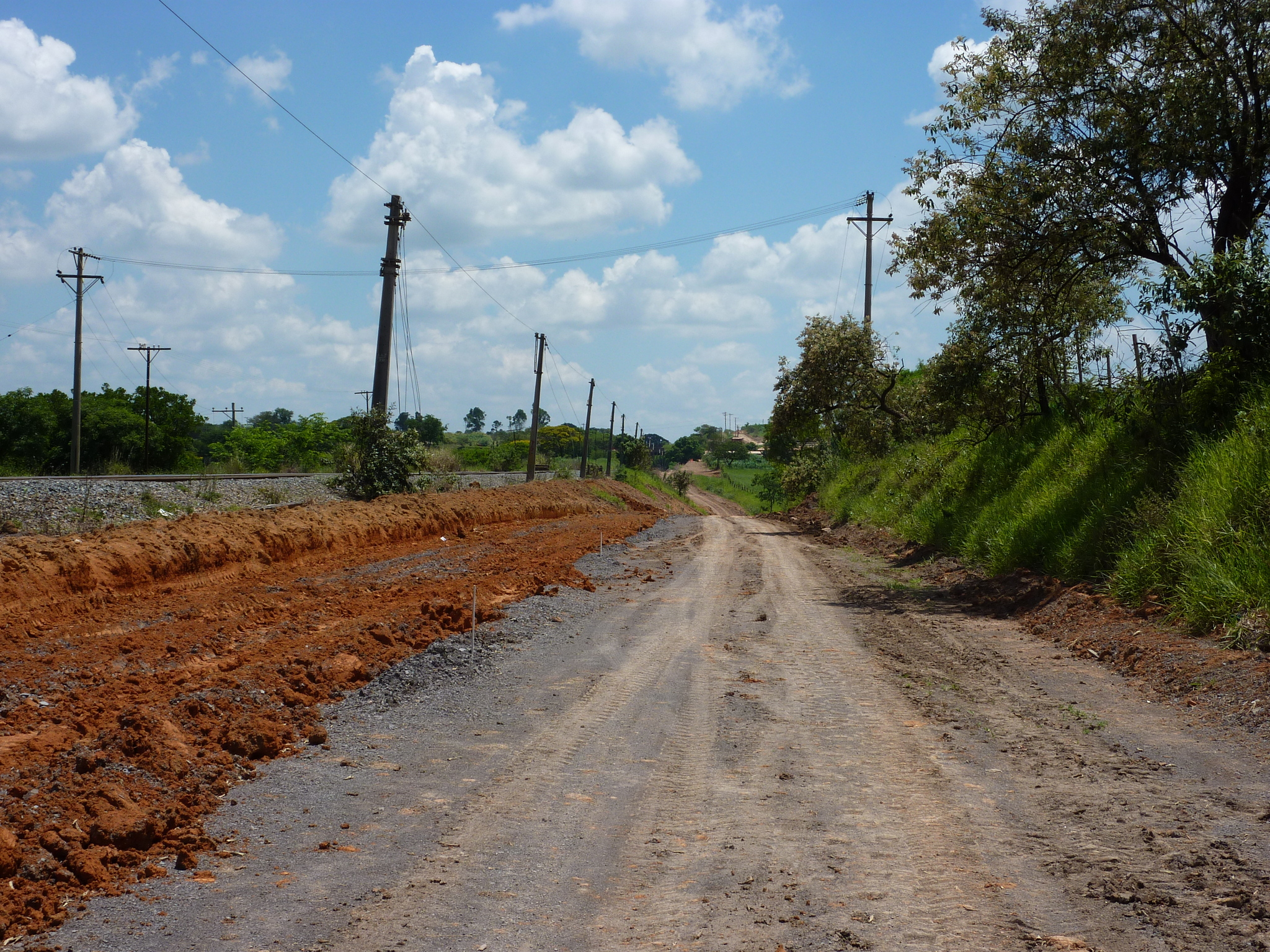
Obras de terraplanagem para duplicação da ferrovia em Itu